# Cropmark

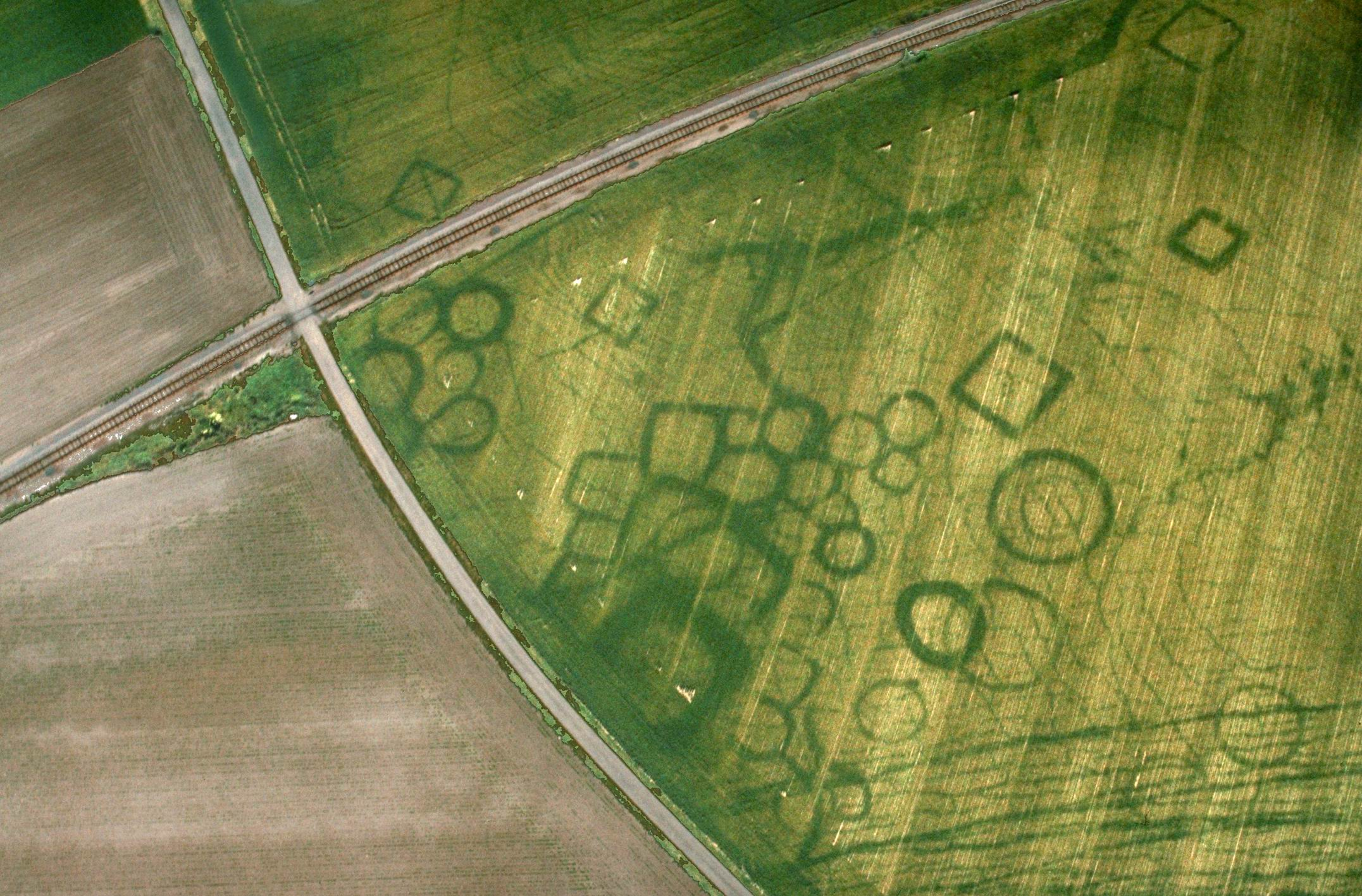
Cropmarks a una zona protohistòrica a Grézac, França

Els cropmarks o les marques de cultiu (traduït de l'anglès) són un mitjà a través del qual les funcions arqueològiques, naturals i recents de les superfícies poden ser visibles des de l'aire o des de terrenys superiors o en una plataformes temporals. Paral·lelament, les marques del sòl i les marques de gelades poden revelar jaciments arqueològics enterrats que no són visibles des del terra.

## Descripció

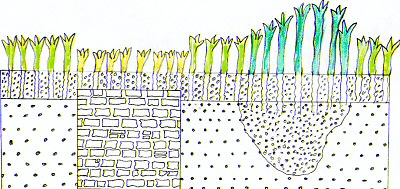
Diagrama esbossat d'un "cropmark negatiu" sobre una paret i un "cropmark positiu" sobre una rasa

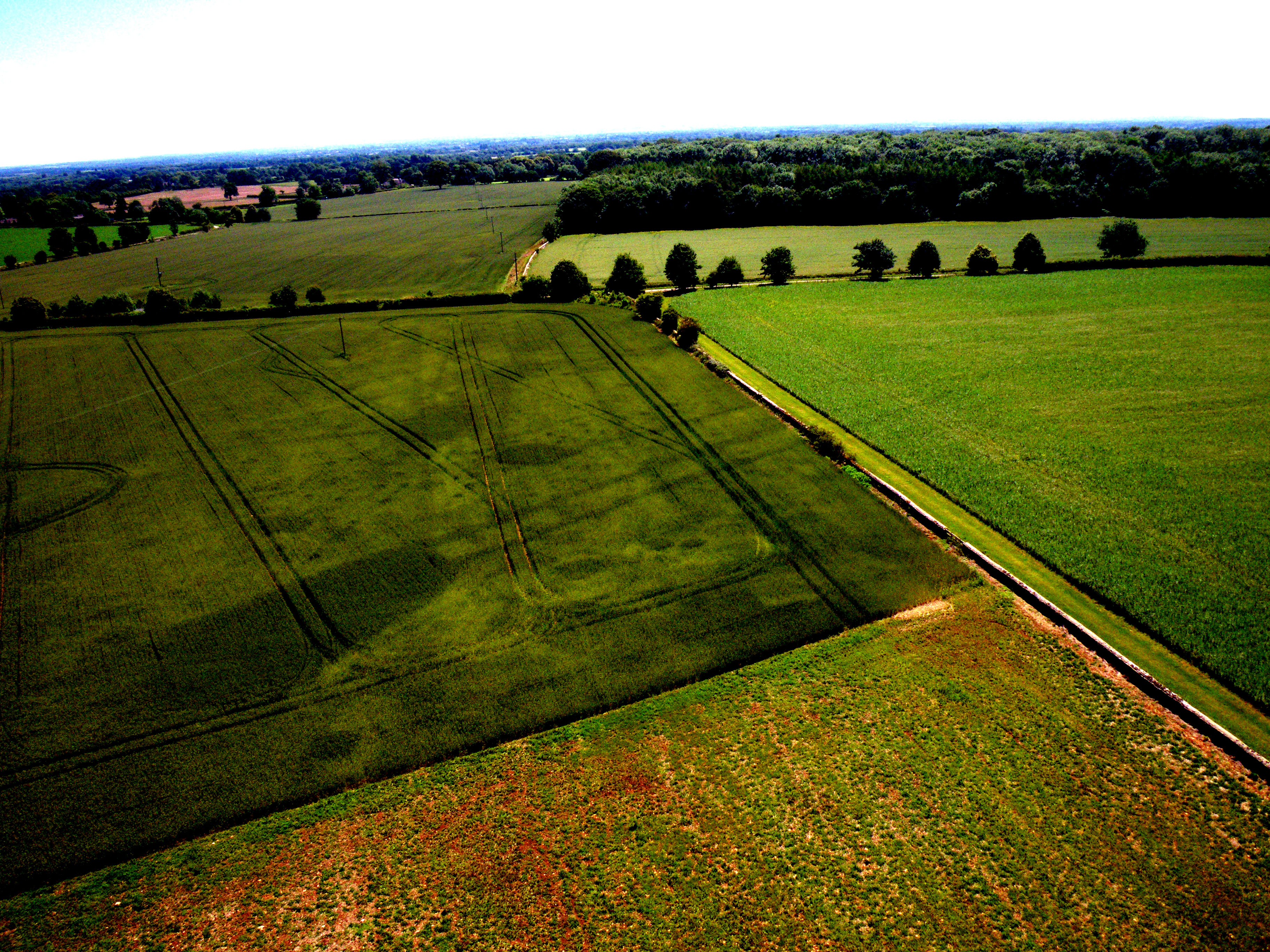
Fotografia aèria dels cropmarks a Nesley, prop de Tetbury, Gloucestershire. Cereal crop left, mongetes a la dreta. La intensitat relativa en els conreus es va invertir prop dels infrarojos.

Les marques de cultiu apareixen a causa del principi de creixement diferencial. Un dels factors que controlen el creixement de la vegetació és la condició del sòl. Una paret de pedra enterrada, per exemple, afectarà el creixement del cultiu per sobre, ja que la seva presència canvia l'aigua fora de la seva àrea i ocupa l'espai del sòl més fèrtil. Per contra, una rasa enterrada, amb un farciment que conté més matèria orgànica que la terra natural, proporciona condicions molt més propícies i, naturalment, recollirà aigua naturalment, alimentant les plantes que creixen més amunt.
Les diferències en les condicions faran que algunes plantes creixin amb més força i, per tant, més altes, i unes altres amb menys força i, per tant, més curtes. Algunes espècies també reaccionaran mitjançant la maduració diferencial de les seves fruites o el seu color general.
Els cultius particularment eficaços que presenten un creixement diferencial inclouen cultius de cereals, pèsols i patates.
El creixement diferencial seguirà naturalment qualsevol característica enterrada més avall. Tot i que les diferències de creixement poden aparèixer petites a prop, a partir de l'aire el patró que fan és més visible, ja que es poden observar petits canvis com a marcades diferències de to o de color en el context de la vegetació circumdant que creix normalment. Quan el sol és baix a l'horitzó, també poden fer-se visibles les ombres dels cultius més alts.

Per la seva naturalesa, les marques de cultiu són visibles només de manera estacional i pot no ser visible totalment, excepte en anys excepcionalment humits o secs. Les sequeres poden ser especialment útils per als caçadors de cultius, ja que el creixement diferencial pot aparèixer en espècies normalment resistents com l'herba. La sequera del 2010 va produir condicions especialment bones per observar marques de cultiu al Regne Unit. La tensió anterior en els cultius i pastures, i altres factors que poden afectar la salut de les plantes, es poden capturar en una fotografia gairebé infraroja.

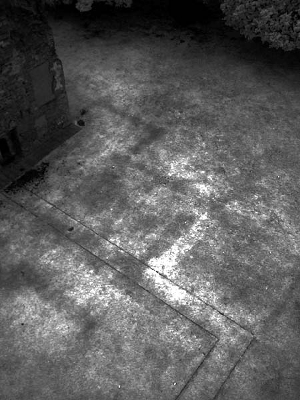
Fotografia aèria propera a l'estel infraroja a Rufford Abbey, Nottinghamshire, UK

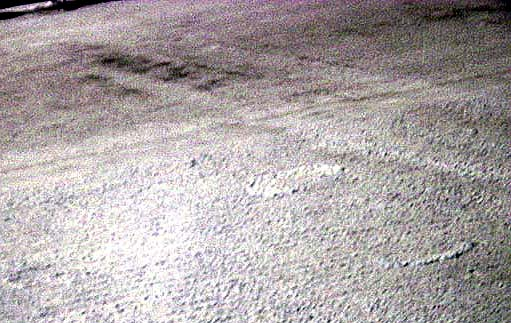
Via romana - La Via Julia, Bristol

Un enfocament alternatiu és la imatge tèrmica, on la pèrdua diferencial d'aigua (que depèn de la disponibilitat d'aigua a les arrels) pot generar diferències de temperatura que generen marques tèrmiques potencialment visibles en qualsevol moment durant el creixement del cultiu. Les imatges tèrmiques també poden revelar residus arqueològics a conseqüència de la inèrcia tèrmica (efecte d'escalfament d'emmagatzematge) o l'evaporació diferencial. La interacció dels processos involucrats pot ser complexa i la predicció d'un temps d'imatge òptim per a un lloc determinat, més complicat per les condicions ambientals, inclosa la variació de la temperatura i la humitat relativa.

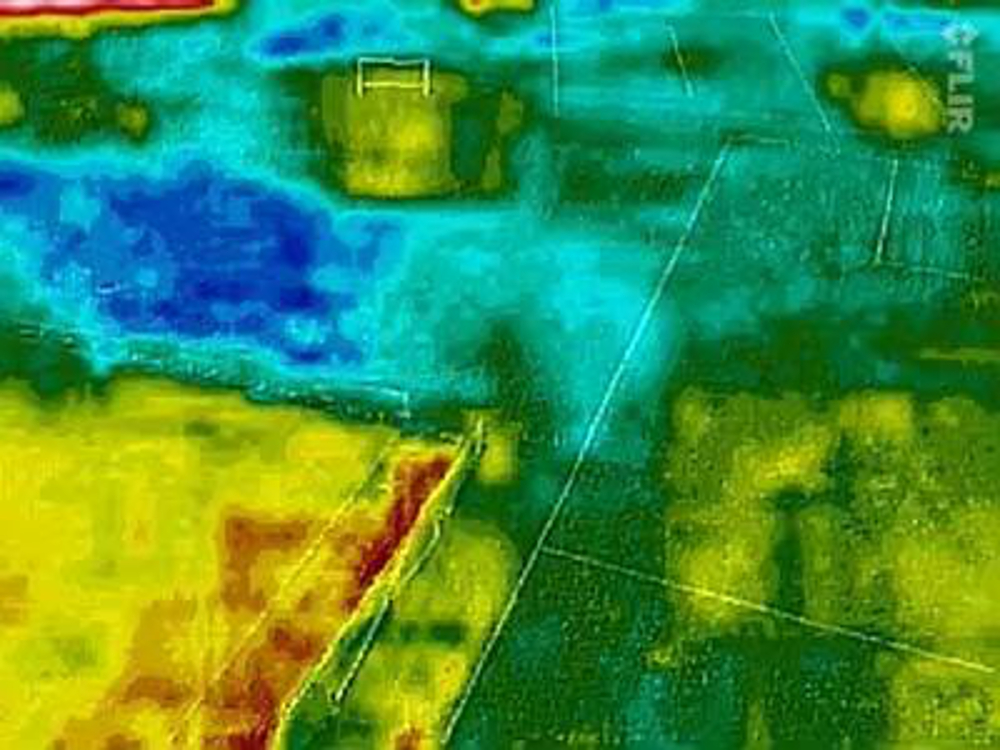
Fotografia tèrmica de Statford Court Playingfields, Stroud, Gloucestershire, UK